# Ленино (Алтайский край)
Ленино — исчезнувший посёлок в Благовещенском районе Алтайского края России. На момент упразднения входил в состав Суворовского сельсовета. Исключен из учётных данных в 1982 году.

## География
Посёлок находился в западной части Алтайского края, в степной зоне, на восточном берегу системы озер Плотава, южнее региональной дороги 01К25 "Ребриха - Благовещенка", на расстоянии примерно 3 километров (по прямой) к юго-западу от посёлка Преградинка.

## История
Был основан в 1924 году. В 1928 г. коммуна Ленина состояла из 6 хозяйств. В административном отношении входила в состав Нижне-Кучукского сельсовета Благовещенского района Славгородского округа Сибирского края.
В 1930-е годы коммуна была преобразована в сельскохозяйственную артель имени Ленина. Позже посёлок являлся отделением колхоза имени Суворова.

## Население
В 1926 году в коммуне проживало 35 человек (21 мужчина и 14 женщин), основное население — украинцы.